# Military Working Dog Teams National Monument
Le Military Working Dog Teams National Monument est un monument national américain désigné comme tel par le président des États-Unis Barack Obama le 28 octobre 2013. Érigé en l'honneur des chiens militaires ayant servi dans les forces armées des États-Unis depuis la Seconde Guerre mondiale, il est composé d'un ensemble de statues en bronze au sein de la Lackland Air Force Base à San Antonio, dans le comté de Bexar, au Texas.